# ادوارد میلز پورسل
ادوارد میلز پورسل (به انگلیسی: Edward Mills Purcell) (متولد ۳۰ اوت ۱۹۱۲ – متوفی ۷ مارس ۱۹۹۷)، فیزیکدان آمریکایی بود. پورسل در ایلینوی به دنیا آمد و دوره‌های کارشناسی و تحصیلات تکمیلی خود را در رشته‌ی فیزیک به ترتیب در دانشگاه پردیو و دانشگاه هاروارد گذراند.
وی برنده جایزه نوبل فیزیک سال ۱۹۵۲ بخاطر روش‌های جدید دربارهٔ اکتشاف‌ها و آزمایش‌های تشدید مغناطیسی هسته شد. او همچنین به خاطر سخنرانی مشهورش به نام «زندگی در عدد رینولدز پایین» در میان زیست‌شناسان و دینامیک سیالات‌دانان شناخته شده‌است.